# Cobaltita
La cobaltita és un mineral de la classe dels sulfurs que rep el seu nom de la seva composició química. El nom ve de l'alemany, Kobold, "esperits de l'interior de la terra", en al·lusió a la resistència dels minerals de cobalt per fondre's. Va ser descrit per primera vegada el 1832, i la seva localitat tipus és Cobalt, Ontario. Pertany i dona nom al grup de la cobaltita. Forma una sèrie de solució sòlida amb la gersdorffita.

## Característiques
Està composta per cobalt, arsènic i sofre. Pot contenir fins a un 10% de ferro i quantitats variables de níquel. Estructuralment s'assembla a la pirita (FeS₂), amb un dels àtoms de sofre substituït per un àtom d'arsènic, i químicament és molt semblant al glaucodot i a l'al·loclasita.
Segons la classificació de Nickel-Strunz, la cobaltita pertany a «02.EA: Sulfurs metàl·lics, M:S = 1:2, amb Fe, Co, Ni, PGE, etc.» juntament amb els següents minerals: aurostibita, bambollaita, cattierita, erlichmanita, fukuchilita, geversita, hauerita, insizwaita, krutaita, laurita, penroseita, pirita, sperrylita, trogtalita, vaesita, villamaninita, dzharkenita, gaotaiita, alloclasita, costibita, ferroselita, frohbergita, glaucodot, kullerudita, marcassita, mattagamita, paracostibita, pararammelsbergita, oenita, anduoita, clinosafflorita, löllingita, nisbita, omeiita, paxita, rammelsbergita, safflorita, seinäjokita, arsenopirita, gudmundita, osarsita, ruarsita, gersdorffita, hol·lingworthita, irarsita, jolliffeita, krutovita, maslovita, michenerita, padmaita, platarsita, testibiopal·ladita, tolovkita, ullmannita, willyamita, changchengita, mayingita, hollingsworthita, kalungaita, milotaita, urvantsevita i rheniita.

## Formació i jaciments
Apareix en dipòsits hidrotermals d'alta temperatura, i en roques metamòrfiques. Malgrat la seva escassetat, el mineral és processat com una font significativa de cobalt. És comú que presenti incrustacions secundàries d'eritrita, arseniat de cobalt hidratat, producte de la meteorització. Es troba en associació amb la magnetita, esfalerita, calcopirita, skutterudita, al·lanita, zoisita, escapolita, titanita i calcita, juntament amb molts altres sulfurs i arsenurs Co-Ni. Es troba principalment a: Suècia, Noruega, Alemanya, Anglaterra, Canadà, Austràlia, República Democràtica del Congo i Marroc. Als territoris de parla catalana ha estat descrita a la mina Eureka (La Torre de Cabdella, Pallars Jussà), a la mina Solita (Peramea, Baix Pallars), a les mines del Mas de Gallofré (L'Albiol, Baix Camp) i a la mina Serrana (El Molar, Priorat).

## Varietats
Només es coneix una varietat de cobaltita, l'anomenada cobaltita fèrrica, trobada a la mina Chiyogahara, a la Prefectura d'Iwate, Japó.

## Grup de la cobaltita
El grup de la cobaltita està format, a banda de la cobaltita, per les següents espècies minerals: changchengita, gersdorffita, hol·lingworthita, irarsita, jolliffeïta, kalungaïta, krutovita, maslovita, mayingita, michenerita, milotaïta, padmaïta, platarsita, testibiopal·ladita, tolovkita, ullmannita i willyamita.